# Michail Alexandrowitsch Weikone
Michail Alexandrowitsch Weikone (russisch Михаил Александрович Вейконе; * 7. Oktoberjul. / 19. Oktober 1871greg. in Sankt Petersburg; † 1921 oder 1922) war ein russischer Journalist, Übersetzer, Theaterkritiker und -autor.

## Leben
In Russland war Weikone vor allem journalistisch tätig. So schrieb er für Русская жизнь, war Mitherausgeber und Theaterkritiker der Zeitung Северный Курьер, später gab er Zeitschriften wie  Театр heraus. Außerdem war er einer der Herausgeber der zweiten Ausgabe (1905/07) der im Petersburger Verlag von Florenti Pawlenkow erschienenen russischen Enzyklopädie (Энциклопедический словарь Ф. Павленкова), für die er zudem die Einträge der Buchstaben ab «Л» bearbeitete.
Bereits damals schrieb er für das Theater, so mit Mawriki Girschman  unter dem gemeinsamen Pseudonym «Гионе». Ab 1910 tauchte er auch als Mitautor von Libretti für die deutsche und österreichische Bühne auf. So schrieb er Texte für die populären Operetten Alt-Wien und Der lila Domino und die erfolgreiche Posse Große Rosinen!.

## Werke
- 1910: Kreolenblut. Operette in 3 Akten. Libretto mit Ignaz Schnitzer und Emerich von Gatti. Musik von Heinrich Berté. Mise en scéne von Otmar Lang. (UA: 25. Dezember 1910)
- 1911: Vielliebchen. Operette in drei Akten. Libretto mit Rudolf Österreicher und Karl Lindau. Musik von Ludwig Engländer.
- 1911: Die Musterweiber. Operette in drei Akten. Libretto mit Paul Hubl und Gustav Quedenfeldt. Musik von Franz Werther.
- 1911: Alt-Wien. Operette in drei Akten. Libretto mit Gustav Kadelburg und Julius Wilhelm. Musik zusammengestellt und bearbeitet von Emil Stern, nach Motiven von Joseph Lanner. (UA: 23. Dezember 1911)
- 1911: Große Rosinen! Große Originalposse mit Gesang und Tanz in 3 Akten (5 Bildern). Libretto mit Rudolf Bernauer und Rudolph Schanzer. Musik von Willy Bredschneider und Walter Kollo. Mit Einlagen von Bogumil Zepler und Leon Jessel. (UA: 31. Dezember 1911)
- 1911: Der lila Domino. Operette in 3 Akten. Libretto mit Emerich von Gatti und Bela Jenbach. Musik von Charles Cuvillier. (UA: 3. Februar 1912)
- 1912: Das Marmorweib. Operette in 3 Akten. Libretto mit Emil Schlack. Musik von Franz Adolfi.
- 1912: Alma, wo wohnst Du? Vaudeville in 3 Akten. Libretto nach der Farce Alma, where do you live? von „Paul Hervé“ (d. i. Adolf Philipp), Gesangstexte von Louis Taufstein. Musik von Walter Kollo. Eingerichtet von Franz Ramharter.
- 1912: Schwindelmeier & Co. (Die Arcadier). Musikalisch-fantastische Komödie. Libretto mit Julius Freund (nach The Arcadians von Ambient & Thompson). Musik von Rudolf Nelson (nach Monckton & Talbot).
- 1912: Wiener Fratz. Operette in einem Aufzug. Libretto mit Ernst Klein. Musik von Richard Fall.
- 1912: Salvator. Operette in 3 Akten. Libretto mit Max Ferner und Philipp Weichand. Musik von Theo Rupprecht.
- 1912: Casimirs Himmelfahrt. Burleske Operette in 3 Akten. Libretto mit A. M. Willner und Robert Bodanzky. Musik von Bruno Granichstaedten. Mise en scéne von Franz Glawatsch.
- 1912: Der Lockvogel. Operette in 3 Akten. Libretto mit Alexander Engel und Julius Horst, Gesangs-Texte von Beda. Musik von Leo Ascher.
- 1913: Prinzess Gretl. Operette in 3 Akten. Libretto mit A. M. Willner und Robert Bodanzky. Musik von Heinrich Reinhardt.